# Françoise Ballet-Blu
Pour les articles homonymes, voir Ballet (homonymie).
Françoise Ballet-Blu, née le 9 mars 1964 à Annemasse, est une femme politique française. Elle devient députée de la Vienne en août 2020 après que Jacques Savatier, le député dont elle est la suppléante, quitte ses fonctions.

## Biographie
Elle est originaire d'Annemasse. Elle habite Poitiers depuis 2000 et dirige une entreprise de communication digitale et de conseil en communication média.[réf. nécessaire]
C'est en 2017, avec l'arrivée d'Emmanuel Macron au pouvoir que Françoise Ballet-Blu décide de s'engager en politique. Investie dans le monde associatif, elle devient la suppléante de Jacques Savatier dans la première circonscription de la Vienne pour les élections législatives de 2017.
Françoise Ballet-Blu devient députée le 25 août 2020. Elle remplace Jacques Savatier, dont la mission auprès du gouvernement a été prolongée afin qu'il puisse transmettre son siège à sa suppléante, sans provoquer d'élection partielle. Elle rejoint le groupe La République en marche.